# Hulme
Hulme är en stadsdel och valkrets i Manchester i distriktet City of Manchester i grevskapet Greater Manchester, i Storbritannien. Hulme ligger 36 meter över havet och antalet invånare är 8 932. Hulme var en civil parish 1866–1896 när blev den en del av South Manchester. Civil parish hade 71 968 invånare år 1891.